# Kondratowice
Kondratowice (in tedesco Kurtwitz) è un comune rurale polacco del distretto di Strzelin, nel voivodato della Bassa Slesia.
Ricopre una superficie di 98,14 km² e nel 2004 contava 4 690 abitanti.